# Ђавина (Верчели)
Ђавина је насеље у Италији у округу Верчели, региону Пијемонт.
Према процени из 2011. у насељу је живело 12 становника. Насеље се налази на надморској висини од 1043 м.